# 雁洋镇
雁洋镇是中国广东省梅州市梅县区下辖的一个镇，位于梅县区的东北部，莲花山脉的五指峰下，距梅州市区32公里，总面积约188平方公里。下辖27个行政村和2个居民委员会，常住居民人口3.2万人。该镇由原梅县区雁洋镇和原梅县区三乡镇合并而成。雁洋镇工农业经济较为发达，2006年全镇工农业总产值45.9亿元。此外，雁洋镇还是叶剑英元帅的故乡。

## 行政区划
下辖以下地区：
圩镇社区、三乡社区、南福村、雁上村、雁中村、雁下村、松坪村、对坑村、添溪村、文社村、东州村、永福村、鹧鸪村、布里村、大坪村、长教村、阴那村、塘心村、小都村、甲坑村、林农村、上村、黄坳村、石楼村、四和村、黄沙村、高桥村、沿边村和下村。

## 中国传统村落
2012年，石楼村被评为首批“中国传统村落”。